# Chasmocephalon
Chasmocephalon là một chi nhện trong họ Anapidae.